# モンテ・クリスト伯
『モンテ・クリスト伯』（モンテ・クリストはく、仏: Le Comte de Monte-Cristo）は、アレクサンドル・デュマ・ペールによる小説。1844年から1846年にかけて連載・刊行された。
日本では『巌窟王』（がんくつおう）の題名でも知られている。

## 概要
1844年から1846年にかけて、フランスの当時の大手新聞のJournal des débats（ジュルナル・デ・デバ、議論日報）に連載され、同じく1844年から1846年にかけて18巻本として出版された、壮大な復讐の物語である。
あらすじ
主人公のエドモン・ダンテスは、素朴な船乗りの青年で、愛する女性と婚約し幸せな日々を送っていたが、ある日無実の罪をでっちあげられ、自分では状況が理解できないままに、恋人と引き裂かれるようにして、監獄に送られてしまう。送りこまれた先は「誰ひとりとして生きて出た者はいない」という監獄で、薄暗く不潔な獄中で次第に生きる気力さえ失い、ついには食事を絶ち、餓死寸前の状態に陥る。だが何のめぐりあわせか、獄中で賢者のごとき神父と交流できたことで、自分の身に降りかかったことのカラクリや罠にはめた者たちが誰だったのか理解できるようになり、復讐への強い想いがダンテスを生き延びさせる。14年にもおよぶ獄中生活に耐えた後、脱獄に成功し、姿を消す。
場面はかわり、それから9年後のこと、社交界は謎めいた貴族「モンテ・クリスト伯爵」の噂話でもちきりとなっている。実はそれは、神父から与えてもらった情報をもとに巨万の富を手に入れ、すっかり紳士となったエドモン・ダンテスだった。伯爵は、誰にもダンテスとは気づかれぬまま、かつて彼を陥れた者たちへと巧みに近づく。そして、ひとりまたひとりと、復讐を果たしてゆく。
素材となった実話
この物語は、1807年から1824年にかけて起こった実在の事件から着想を得て描かれている。ピエール・ピコーという靴職人の男が、資産家の女性との結婚を妬んだ友人たちによる偽りの密告で逮捕され、フェネストレル要塞に7年間収監された後、釈放後に様々な人物に扮してかつての友人たちを殺したという事件があった。パリ警察の記録係だったジャック・プシェがまとめた「復讐とダイヤモンド」(Le Diamant et la Vengeance)という犯罪記録にこの事件が記載されており、これを読んだデュマが内容を膨らませて書いた小説が「モンテ・クリスト伯」である。
また、ヴィルフォール家の連続毒殺事件に関しては、同じ犯罪記録集に収録されている「ある家庭の犯罪」(Un crime de famille)との共通点が多いことが指摘されている。
高い人気と、翻訳、後の時代の翻案・映画化・ドラマ化など
新聞での発表当時から高い人気を博し、単行本もベストセラーになった。翻訳が行われた各国でも人気になり、その後も現在にいたるまで人気は高く、世界各国でさまざまな翻案小説、映画、ドラマ、舞台、ミュージカルなどが作られている。
日本での翻案『巌窟王』
日本での受容史を語る上で外すわけにいかないのが、明治時代に黒岩涙香が翻案した『巌窟王』である。1901年（明治34年）3月18日から1902年（明治35年）6月14日まで『史外史伝巌窟王』の題名で『萬朝報』に連載し、1905年（明治38年）に大阪の出版社・青木嵩山堂が全4巻で刊行した。この翻案では、当時の日本人がなじみやすいように人名や船の名前を日本風に変えているが、舞台はヨーロッパのままであり、ストーリーも原作とほぼ同じである。以後、日本では長く『巌窟王』の名で一般に親しまれた。
昭和期以降は日本でも原作に沿った『モンテ・クリスト伯』の題名が一般的になってきたが、今日でも『巌窟王』という呼び方は日本人には広く親しまれていて、大抵の人に本作（原作・原案および翻案類など）のことだと理解されている。

## ストーリー

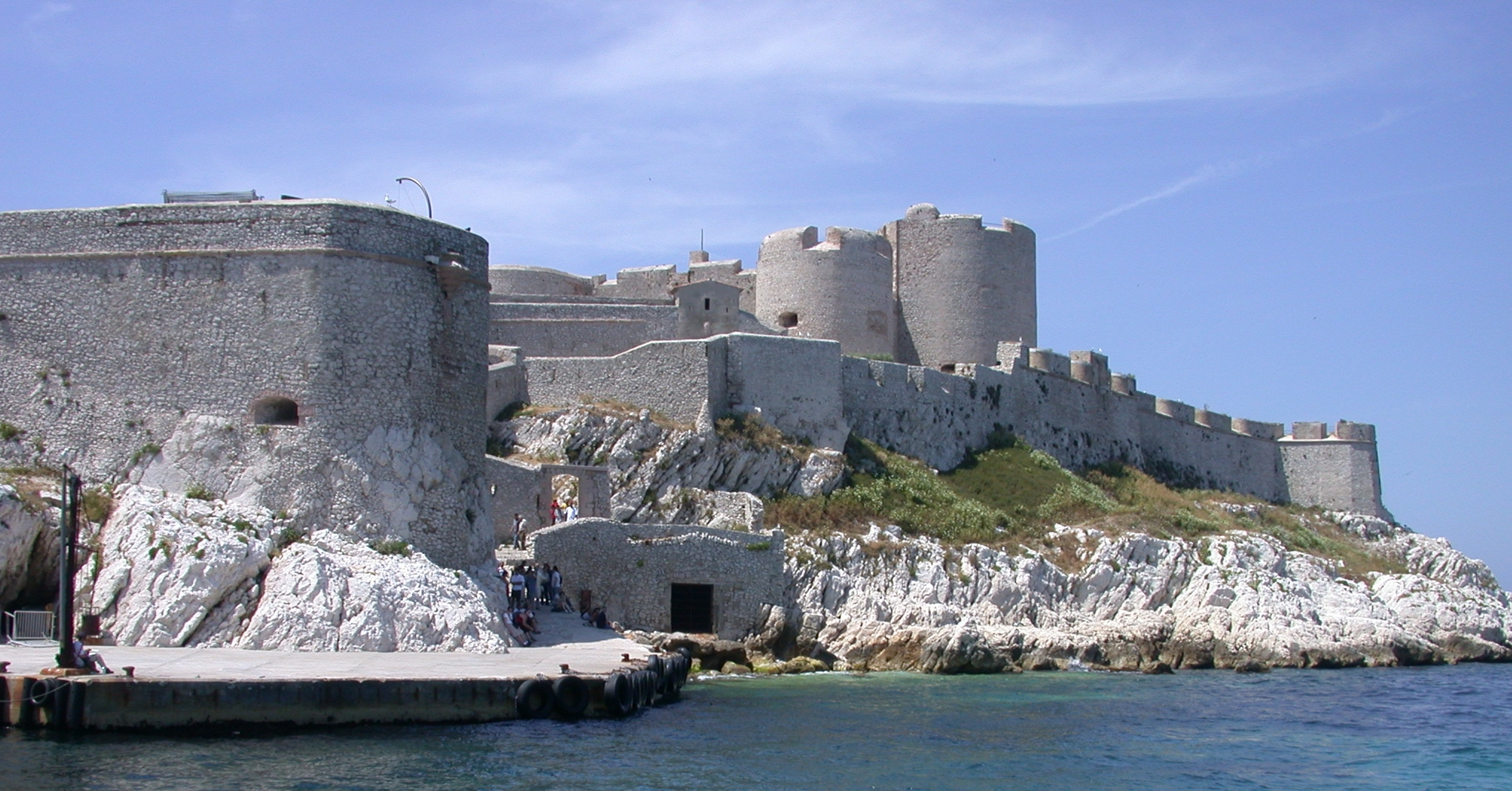
シャトー・ディフ

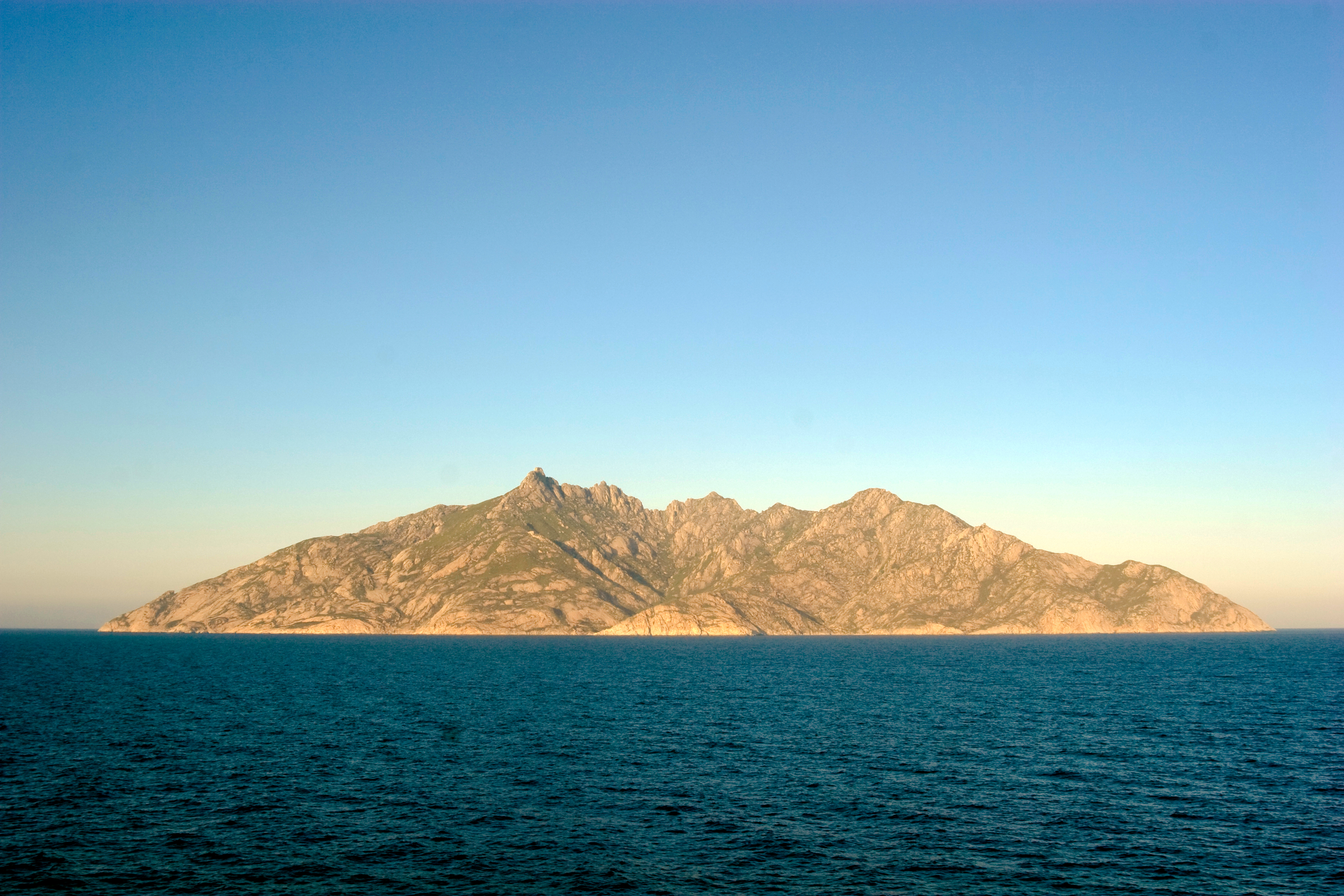
モンテクリスト島

謀略により逮捕
時は1815年2月。ナポレオン・ボナパルトが追放先のエルバ島から脱出する直前。
マルセイユの船乗りエドモン・ダンテスは、航海中に死んだ船長の遺言でエルバ島に立ち寄り、ナポレオンの側近のベルトラン大元帥に小荷物を届け、同席していたナポレオンとも面会する。そしてベルトランから、パリのノワルティエという人物に宛てた手紙を託される。
マルセイユへ帰港したダンテスは、船主のモレルから新たな船長への昇格を約束される。それを聞いた会計士のダングラールは、若輩であるダンテスの出世を妬み、ダンテスの恋敵のフェルナンを唆して、検事のもとに「ダンテスがミュラからナポレオン宛ての手紙を委託されてエルバ島に届け、代わりにナポレオンから支持者に向けて送った秘密文書を預かった」という嘘の密告書を届けさせる。そんなこととは知らないダンテスは、婚約者・メルセデスとの婚約披露パーティーの最中に逮捕されてしまう。
取り調べ
ダンテスを取り調べたのは検事代理のヴィルフォールだった。ダンテスはヴィルフォールに対して、「自分は船長の遺言に従っただけで、預かった手紙もベルトラン大元帥の私的なものだ」と弁明する。ヴィルフォールはブルボン王家を支持する王党派でナポレオンを毛嫌いしていたが、ダンテスは単に船長の遣いをしただけであると理解し、安易にナポレオンと面会したことなどの不注意を咎めるものの、罰は軽くて済むだろうと話す。
ところが、ベルトランの手紙の宛先はノワルティエだとダンテスが話した時、ヴィルフォールの態度が一変する。ノワルティエとはヴィルフォールの父親であり、検閲した手紙の内容はナポレオン軍の再上陸に備えて準備を進めるよう命じる、本当の秘密文書であった。ヴィルフォールは「王政復古の世の中において、身内にナポレオンの協力者がいることが明らかになると身の破滅につながる」と考え、ダンテスに対しては「君に不利な内容が書かれているから」と親切めかした事を言いつつ、手紙をその場で焼却する。そして宛先を知るダンテスを、政治犯が収容されるマルセイユ沖のシャトー・ディフ（イフ城）に裁判無しで投獄し、生涯出所できないよう手配する。
獄中の出会い
常に陽の当たらない土牢の奥でダンテスは無為の日々を過ごし、遂には餓死自殺を図るが、朦朧とした意識の中で穴を掘る微かな音に気付き、自分も穴を掘って音の主と出会う。それは隣の独房に投獄されていたファリア神父という老人だった。神父はダンテスの身の上話を聞き、ダングラールとフェルナンにはダンテスを陥れる動機と機会があること、ノワルティエとヴィルフォールが父子でありヴィルフォールにもまたダンテスを陥れる動機があることを看破する。自らの身に何が起こったのかを理解したダンテスは、3人への復讐を決意する。
神父は無知無学であったダンテスに様々な学問を教え、一流の紳士へと育て上げるが、やがて病に倒れ、モンテクリスト島に隠された財宝の在り処をダンテスに託して息を引き取る。神父の遺体と入れ替わることによって、ダンテスはシャトー・ディフからの脱獄に成功する。時は1829年2月、投獄から14年の月日が過ぎ、20歳前だった彼は34歳になっていた。
財宝発見
ジェノヴァの密輸船に拾われたダンテスは、優れた操船技術と豊富な知識で船員たちに受け入れられ、そのまま船で働くようになる。暫く後、他の密輸船との待ち合わせのために船がモンテクリスト島へ立ち寄った際、ダンテスは一計を案じてひとりだけ島に残る。探索の末に神父から教わった洞窟を発見し、300年以上誰の目にも触れられることがなかった奥底を掘り返すと、果たしてそこに財宝が詰まった箱を見つける。
戻ってきた船でダンテスはリヴォルノへ渡り、そこで財宝の一部を売却して、自身の船を手に入れる。そして収監される前から現在までの出来事を独自に調査し、自分に襲いかかった謀略はファリア神父が推理した通りであること、ダングラール、フェルナン、ヴィルフォールがそれぞれ財産や地位を手に入れ今や時の人となっていること、父親は失意の中で死亡し、メルセデスはフェルナンと結婚したこと、そしてただ一人ダンテスを助けようとしてくれたモレルが、今では破産の危機に瀕していることを知る。
モレル家救済
ダンテスは「トムソン&フレンチ商会の番頭」を名乗ってマルセイユを訪れ、モレル商会最大の債権者である刑務検察官のボヴィルから20万フランの債権を買い取り、モレルと面会する。面会の最中、モレルの最後の頼みの綱であった、かつてダンテスが乗っていた船であるファラオン号が沈没したという報告が届く。ダンテスはモレルに3か月の弁済猶予を申し出、モレルの娘のジュリーには3か月後に「船乗りシンドバッド」から指示があったら従うよう告げ、そしてファラオン号の船員を呼び集める。
3か月の間、モレルは金策に走り回るも如何ともし難く、大銀行家になっていたダングラールに融資を求めて拒絶されるという屈辱にも見舞われる。いよいよ期限の日、自殺しようとしたモレルの下へ、直前になってジュリーを通じて弁済済みになっている証書が届けられる。唖然とするモレルはさらに、新しいファラオン号が積み荷を満載して入港したという報告を聞く。
復讐開始
9年後の1838年初頭、ダンテスはイタリアの貴族モンテ・クリスト伯爵を名乗り、ローマでフェルナンとメルセデスの息子アルベールと知遇を得る。アルベールの紹介でパリを訪れた伯爵は、莫大な財産と貴族・富豪・法律家を翻弄する聡明さを誇示して、パリ社交界の度肝を抜く。そして仇敵の3人に近付き、富と権力と知恵を駆使した復讐を開始する。

## 主な登場人物

### エドモン・ダンテスと協力者
エドモン・ダンテス / モンテ・クリスト伯爵 (Edmond Dantès / le Comte de Monte Cristo)
モレル商会の一等航海士。20歳前にしてファラオン号の船長への昇格が約束され、恋人メルセデスとの結婚も間近と幸福の絶頂にあった。しかし彼を疎ましく思う者たちの策謀により、無実の罪でシャトー・ディフの土牢に収監され、14年もの獄中生活を強いられる。またその間に父親は他界、婚約者も奪われるという憂き目に遭ってしまう。獄中でファリア神父に出逢ったことで自身が陥れられたという真実を悟り、仇敵への復讐を決意する。同時に神父の知識を受け継ぎ、さらには莫大な財宝の在り処も教えられる。
やがて神父が息を引き取ると、彼の遺体と入れ替わって脱獄に成功する。脱獄後に神父から授かったモンテクリスト島の財宝を見つけ出し莫大な富を手に入れると、自身が陥れられた経緯の調査、自身を救済しようとしてくれた人への恩返しを経て、9年後、イタリアの貴族「モンテ・クリスト伯爵」としてパリの社交界へと現れ、仇敵との再会を果たす。そして、かねてより計画していた復讐を実行していく。
作中で数多くの別名・偽名で呼ばれており、以下のような名前がある。
- エドモン・ダンテス
- 34号 - シャトー・ディフでの囚人番号。
- マルタ - 脱獄後に拾われた密輸船の船員から呼ばれた名。マルタ生まれと称したことから。
- ウィルモア卿 - 財宝入手後に自分の船を買った際、別途入手した身分証明書に書かれていたイギリス人の名前。後にモンテ・クリスト伯爵と3回決闘した敵対者と称する。
- ジャコモ・ブゾーニ司祭 - 獄死した（と偽った）ダンテスの最後を看取ったイタリア人の司祭。モンテ・クリスト伯爵の友人。
- トムソン&フレンチ商会の番頭 - イタリアの商社に勤めるイギリス人。モレル商会の債権を買い集めて最大出資者になった。
- 船乗りシンドバッド - 破産しかけたモレル家を救済した時に名乗った名。後に、密輸業者や山賊たちから一目置かれるモンテ・クリスト島の大富豪としても名乗った。
- モンテ・クリスト伯爵
- ザコーネ氏 - ヴィルフォールがモンテ・クリスト伯爵の素性を調査した際、伯爵の本名として浮上した名前。

前述の通り、ピエール・ピコーがモデルである。
ファリア神父 (l'Abbé Faria)
イタリアの神父。かつて仕えた貴族の家に伝わる古文書を解読して、モンテクリスト島に隠された財宝の在り処を突き止めるが、直ちに発掘へと出発しようとした矢先、その慌ただしい動きがイタリア独立運動に関連があるものと疑われて逮捕され、シャトー・ディフに収監される。看守たちからは、学はあるが「助けてくれたら莫大な財宝をやる」などと世迷い事を言う狂人として扱われる。
脱獄を企て、長年かけてトンネルを掘っているうちに、隣の独房のダンテスと出逢う。ダンテスから第二の父として慕われ、各種の言語や知識、不撓不屈の精神に至るまで、自らのすべてを教える。やがて衰弱し死期を悟ると、ダンテスに財宝の在り処を託し息を引き取る。
ピコーとフェネストレル要塞で出会い彼に遺産を残したトーリ神父、およびピコーらと同時期にシャトー・ディフへ収監されていたジョゼ・クストディオ・デ・ファリアがモデルである。
エデ (Haydée)
ギリシアのジャニナ地方の太守アリ・パシャの娘。軍人時代のフェルナンの裏切りによって父親を殺害され、自らも奴隷の身分に貶められてしまう。モンテ・クリスト伯爵によって救出され、以後伯爵の庇護下で太守の娘にふさわしい扱いを受ける。貴族院でフェルナンの過去の罪を告発し、彼の失脚に一役買う。モンテ・クリスト伯爵を心から愛している。
ジョヴァンニ・ベルトゥッチオ (Giovanni Bertuccio)
モンテ・クリスト伯爵の家令。元はコルシカの密輸業者で、カドルッスがブゾーニ司祭から贈られたダイヤモンドについて宝石商と商談しているところから宝石商を殺害するまでを目撃し、殺人犯と誤認され逮捕されたところをブゾーニ司祭に救われ、その際に伯爵へ紹介され仕えるようになった。
かつて、軍人だった兄がワーテルローの戦い後の混乱の中で殺害され、ヴィルフォールに捜査を訴えた。しかしコルシカ人差別から門前払い同然に拒絶されたため、ヴィルフォールに復讐を宣言し、1年後にサン=メラン侯爵の別荘でナルゴンヌ男爵夫人と密通していたヴィルフォールを刺す。この時、ヴィルフォールが秘かに埋葬しようとしていた嬰児を奪って蘇生させ、ベネデットと名付けて義姉の養子として育てる。
ジャコポ・マンフレディ (Jacopo Manfredi)
シャトー・ディフを脱出し漂流したダンテスを救った、密輸船ジュヌ・アメリー号のコルシカ人船員。ダンテスが並の男ではないことに早くから気付き、友人になる。ダンテスがファリア神父から教わったように、ダンテスから様々な学問を教わる。ダンテスが密かに財宝を手に入れ船を降りた際、付き従って下船し、以降忠実にダンテスに仕える。
その後はエピローグまで出番が無いが、途中ダングラール銀行で100万フランの不渡りを出し、銀行経営悪化の一因になった融資先として名前が挙がっている。
ルイジ・ヴァンパ (Luigi Vampa)
イタリアの山賊。元は羊飼いだったが、山賊の頭ククメットを殺して自ら頭に成り代わった。羊飼いの頃に道を教えたことが切っ掛けでモンテ・クリスト伯爵と知り合い、山賊になってからも付き合いが続いている。
知的な男で、「ガリア戦記」「アレクサンドロス東征記」などの史書を好んで読む。

### モルセール家
フェルナン・モンデゴ / モルセール伯爵 (Fernand Mondego / le Comte de Morcerf)
カタルーニャ系フランス人の漁師。従妹のメルセデスに恋し、ダンテスを恋敵として憎んでいた。ダングラールに唆され、虚偽の密告状を提出しダンテスを逮捕させた。
その後、徴兵されて軍隊に入り、祖国や恩人を次々と裏切って勝者の側に立ち続け、結果として陸軍中将にまで出世し、さらに貴族院議員の地位を手に入れる。成金・新貴族として他の貴族から見下されることへの反発で、常に傲慢に振る舞っている。
ギリシャ独立戦争時に行った悪逆非道をモンテ・クリスト伯爵の画策で新聞報道され、貴族院でエデによってそれを証明されたことで失脚する。アルベールがモンテ・クリスト伯爵との決闘を辞退したと聞くと、自ら伯爵に決闘を申し込むが、彼の正体を知って逃げ出す。逃げ帰った自宅で妻子にも見捨てられたことを知り、絶望して自殺する。
ピコーを陥れた主犯のマチュー・ルピアンがモデルである。
メルセデス (Mercédès)
ダンテスの婚約者。ダンテスが投獄され、従兄フェルナンが兵役に取られたことで泣き暮らし、やがて出世して帰ってきたフェルナンと、ダンテスを陥れた張本人とは知る由もなく結婚する。しかし結婚後もダンテスのことを忘れることは出来なかった。旧知の人々がモンテ・クリスト伯爵の正体に一切気付かない中、初対面でエドモン・ダンテスであると気付いた唯一の人物である。
フェルナンの失脚後、モンテ・クリスト伯爵からフェルナンが彼に行った非道な行いを明かされ、アルベールに伯爵との決闘を踏み止まるよう説得する。その後、夫を捨ててアルベールと共に故郷マルセイユに戻り、かつてダンテスの父が住んでいた家とダンテスがメルセデスに渡すつもりだった財産を伯爵から与えられ、軍隊に志願したアルベールを見送る。
ピコーの婚約者で、ピコー投獄後にルピアンと結婚した、マルグリット・ヴィゴロウがモデルである。
アルベール (Albert)
フェルナンとメルセデスの息子。ダングラールの娘ユージェニーが許嫁だが、両者とも結婚に乗り気ではない。ローマにて友人のフランツとの旅行中にモンテ・クリスト伯爵と出逢い、見知った貴族たちとは格の違う優雅で冷酷な言動に惚れ込む。その後ルイジ・ヴァンパに拉致されたところを伯爵によって救出されたことで、完全に心酔する。伯爵がパリを旅行で訪れる際に彼を自宅へと招待し、両親に伯爵を紹介する。
貴族院でのエデの告発を知った時、それまでの出来事がすべてモンテ・クリスト伯爵の策略であると思い至り、彼に決闘を申し込む。しかしかつて父が犯した罪によって伯爵が前代未聞の苦難に見舞われたことを母から聞き、伯爵の復讐は正当な権利であると理解し自ら決闘を辞退する。父の自殺後は、遺産すべてを恵まれない人々のための施設に寄付し、家名も捨てて母方の姓であるエレラ (Herrera) を名乗り、マクシミリアンに倣って軍隊に志願しアフリカへと旅立つ。

### ダングラール家
ダングラール (Danglars)
モレル商会の会計士。ダンテスの出世を妬み、また帳簿の不正を知られていたため彼の存在を疎ましく思い、虚偽の密告状を作ってフェルナンに提出させる。
ダンテスが投獄された後、モレルの紹介でスペインの銀行へ入行して頭角を現し、頭取に気に入られて彼の娘と結婚する。そしてフランス有数の銀行家にまでのし上がり、妻を早くに亡くした後で貴族の未亡人と再婚し男爵の地位も得る。その一方、身上を潰したカドルッスや破産しかけたモレルが融資を求めてきても鐚一文出さず、恩を仇で返す。
やがてモンテ・クリスト伯爵の策略によって、融資先が突然破産する、誤報を掴まされて安定していた公債を売却してしまうなど、次第に銀行の経営が傾いていく。ユージェニーをアンドレアと結婚させ、彼の実家から送られる結納金を元手にして再帰を図ろうとするが、結婚式の最中にアンドレアの正体が発覚して面目を失った上、娘にも捨てられる。
最後に残った預金をモンテ・クリスト伯爵とボヴィルに同時に引き出されたことで、不渡りを出さざるを得なくなり、家族を捨てて夜逃げする。ローマで伯爵の受領証を換金し現金を手に入れるが、伯爵に指示されたルイジ・ヴァンバの一味に拉致され、食事と引き換えに有り金を巻き上げられて餓死寸前まで追い込まれる。やがて赦しを乞うたモンテ・クリスト伯爵から彼自身の正体を知らされ、ショックで放心状態になった後、解放される。
フェルナンと同じくマチュー・ルピアンがモデルである。
エルミーヌ (Hermine)
ダングラール男爵夫人。フランス国王シャルル10世の侍従セルヴィユの娘で、前夫のナルゴンヌ男爵の自殺後、ダングラールと再婚する。再婚前はヴィルフォールと愛人関係にあった。金銭面や恋愛面で評判の良くない女。
ユージェニー (Eugénie)
ダングラールとエルミーヌの娘。フェルナンの息子アルベールが許嫁だが、お互い結婚に乗り気ではなく、彼女自身はむしろ男を軽蔑している。芸術の才能があり、特に音楽に秀でている。学友にして音楽の教師であるルイーズ・ダルミィー (Louise d'Armilly) との同性愛関係が示唆されている。
ルピアンの娘で偽侯爵と結婚させられたテレーズと、ルピアンの息子のユージェーヌがモデルである。

### ヴィルフォール家
ジェラール・ド・ヴィルフォール (Gérard de Villefort)
マルセイユの検事代理。硬直的なまでの王党派かつ権力欲の塊であり、出世の為には他人を犠牲にすることを厭わない。ダンテスの無実を知りながら、彼の持っていた手紙が自身の失脚に繋がることを恐れ、保身のために手紙を隠滅し、ダンテスを政治犯として重犯罪者が収監される牢獄シャトー・ディフに投獄する。
その後は着実に出世し、法曹界の頂点である検事総長に就く。しかしモンテ・クリスト伯爵にそそのかされた妻エロイーズが家庭内で連続殺人を犯し、それに気付いた夫に断罪された夫人は、エドゥワールと心中してしまう。さらに嬰児殺害（結果的に未遂）という自身の過去の罪をもベネデットに暴露されて全てを失い、モンテ・クリスト伯爵から正体を明かされた後、発狂する。
ルピアンの偽の告発状を受け取り、自分の手柄にするため検証せず上役へ報告した警察官がモデルである。
ノワルティエ (Noirtier)
ヴィルフォールの父。反王党のジロンド党員で、ナポレオンから彼に宛てられた手紙がすべての始まりになった。
脳卒中で全身不随になっており、視線と瞬きで意志を伝えるが、理解できるのはヴィルフォール、ヴァランティーヌ、執事のヴァロワ、ダヴリニー医師の4人だけである。しかし気力は衰えておらず、ヴァランティーヌが毒殺犯に狙われていると察して彼女を救うために尽力する。また、ヴァランティーヌとマクシミリアンの仲を祝福しており、ヴァランティーヌとフランツの婚約を破棄させるために、フランツの眼前で自らの過去を暴く。
エロイーズ (Héloïse)
ヴィルフォールの後妻。実子のエドゥワールを溺愛し、先妻の子かつ莫大な財産の相続人であるヴァランティーヌを疎んでいる。そのため、サン=メラン侯爵夫妻やノワルティエ老を殺害してヴァランティーヌに財産を相続させ、その上でヴァランティーヌを殺害して遺産の全てをエドゥワールに継がせようと目論む。
ヴァランティーヌ (Valentine)
ヴィルフォールと先妻ルネ・ド・サン=メラン (Renée de Saint-Méran) の娘。フランツが婚約者であり、父から強硬に婚姻を進められようとしているが、密かにマクシミリアンと恋愛関係にある。
異母弟エドゥワールに比べ母親の家系が上流であり、家長である祖父ノワルティエに可愛がられていることもあって、母方と父方の双方から財産の相続人に指名されている。そのため相次ぐ毒殺事件に際して一番の受益者だと疑いの目を向けられるが、やがて彼女も毒殺されかける。
エドゥワール (Édouard)
ヴィルフォールとエロイーズの息子。父は育児を母親任せにし、母は溺愛のあまりやりたい放題にさせているため、我儘で残虐な子供に育っている。

### モレル家・モレル商会
ピエール・モレル (Pierre Morrel)
マルセイユの貿易会社モレル商会の経営者で、ダンテスの雇主。投獄されたダンテスを救おうとヴィルフォールに談判したが放置され、百日天下期の皇帝ナポレオンに訴状を提出までしたため、第二復古王政期にはダンテス同様のボナパルティストと見なされて迫害に遭う。
この事件以来、立て続けに船を失う、複数の取引銀行が倒産するなど、急激に会社の経営が傾き、最後の頼みの綱となったファラオン号も沈没して破産に追い込まれるが、すんでのところで素性を隠して現れたダンテスに救われる。会社を再建した後、正体不明の「恩人」を探すも見付けられず、マクシミリアンに「あれは確かにエドモン・ダンテスだった」と言い残して没する。
マクシミリアン (Maximilien)
ピエールの息子で軍人（騎兵大尉）。幼い頃、ダンテスが遊び相手になったことがある。清廉実直な青年で、パリにおけるモンテ・クリスト伯爵の一番の友人として交流を持つ。伯爵からは実の息子のように可愛がられ、エデとの結婚を望まれるも、彼自身はヴァランティーヌとの愛を貫く。
ヴァランティーヌが毒殺されかけた際に伯爵へ助けを求めたことで、伯爵は復讐の計画を変更することになる。
ジュリー (Julie)
ピエールの娘でマクシミリアンの妹。破産者が娘を嫁に出すことを憚った両親によって、エマニュエルとの結婚を延期にされている。ダンテスが扮した債権者から、支払い済みになっている借用状とともに結婚資金と称したダイヤモンドを贈られ、会社再建後にようやく結婚する。
エマニュエル・エルボー (Emmanuel Herbault)
初登場時は「エマニュエル・レーモン」と書かれている。モレル商会の事務員。商会が破産の危機に瀕した時も最後まで残った一人。後にジュリーと結婚し、ピエールの死後は会社を受け継ぐ。
コクレス (Coclès)
モレル商会に勤める隻眼の老人。商会が破産の危機に瀕した時も最後まで残った一人。泰然自若としてひたすら忠実に会計係を務める。
ペヌロン (Penelon)
沈没当時のファラオン号に乗っていた老水夫。沈没に到った状況をピエールに報告するため帰還し、ダンテスが扮した債権者に従って新しい船に乗船する。後にモレル家の庭師となる。

### その他
ガスパール・カドルッス (Gaspard Caderousse)
ダンテスの隣家に住んでいた仕立て屋。お調子者の小悪党で、根は良い人間だが、気が弱い為にダングラールの悪巧みを知りながら真実を言えなかった。ダンテスが逮捕されてからは没落するが、ブゾーニ司祭にダンテス投獄の真相を語った代償としてダイヤモンドを贈られる。しかし欲を出して宝石商のジョアネスを殺害してしまい、投獄される。獄中でベネデットと出逢い、後にウィルモア卿の手引により2人で脱獄する。
しばらく放浪していたところ、ベネデットがアンドレア・カヴァルカンティとして裕福に暮らしているのを目の当たりにしたことで、彼の正体をネタに脅迫し、たかるようになる。やがてベネデットに騙されてモンテ・クリスト伯爵の屋敷に侵入し、ブゾーニ司祭に咎められて、逃亡しようとしたところをベネデットに刺される。死の間際、司祭が書いたベネデットの告発状にサインし、さらに司祭の正体を聞かされて、運命の数奇さに恐れおののきながら息絶える。
変装したピコーにかつてピコーを襲った陰謀について語った、アントワーヌ・アリュがモデルである。
ベネデット / アンドレア・カヴァルカンティ (Benedetto / Andrea Cavalcanti)
ヴィルフォールとエルミーヌの間に生まれた不義の子供。生後すぐ絞殺されて庭に埋められたが、ヴィルフォールを刺したベルトゥッチオによって救い出され、ベネデットと名付けられる。しかし幼いうちから非行に走り、やがて同居していたベルトゥッチオの義姉を殺害して逃亡する。
その後も贋金作りや泥棒など悪事を重ねるが、ツーロン監獄に収監されていたところをモンテ・クリスト伯爵に探し出され、「幼くして行方不明になったカヴァルカンティ家の嫡子」に扮して社交界に入る。そしてダングラールの娘のユージェニーと婚約するが、たかってきたカドルッスが疎ましくなって殺害し、ブゾーニ司祭がカドルッスに書かせた遺書によって逮捕される。留置所へ面会に来たベルトゥッチオから自分の出自を聞き、裁判の席でヴィルフォールが過去に行った悪事を白日の下に晒す。
ピコーの指図でルピアンの娘と結婚した偽侯爵がモデルである。
ルイ・ダンテス (Louis Dantès)
エドモン・ダンテスの父。息子が投獄された後、意気消沈し健康を害する。医者から胃腸カタルと診断され、絶食を勧められたことを好機として、モレルやメルセデスの援助を拒絶し、餓死する。脱獄したエドモンが父の死を知った時は、既に墓の場所も判らなくなっていた。
フランツ・デピネー (Franz d'Épinay)
「エピネー」は男爵としての称号であり、家名はケネル。アルベールの友人にして、ヴァランティーヌの婚約者。アルベールとともにローマでモンテ・クリスト伯爵と出会い、伯爵の言動に不安を覚えたが、アルベールが伯爵に心酔するのを止められなかった。父親のフラヴィヤン・ド・ケネル将軍は、王党派貴族としてナポレオン支持者に暗殺されたと伝えられており、父の敵を探している。
リュシアン・ドブレー (Lucien Debray)
内務大臣秘書官。アルベールの友人。エルミーヌと組んで投機事業を行っている。
ボーシャン (Beauchamp)
反政府派の新聞記者。アルベールの友人。匿名の投書に基づいて、かつてアリ・パシャを裏切ったフランス人士官「フェルナン」についての記事を書き、アルベールに撤回を求められたことで、真相を確かめるためジャニナへ赴く。
ラウル・ド・シャトー=ルノー (Raoul de Château-Renaud)
男爵。アルベールの友人。アフリカでアラビア兵に殺されかけたところをマクシミリアンに救われ、恩人としてマクシミリアンをパリの社交界へ紹介する。
ボヴィル (Boville)
刑務検察官。一度だけダンテスが収監されていた監獄へ巡視に訪れ、ダンテスから「きちんと裁判を受けさせて欲しい」との要望を受けた。しかしヴィルフォールによって罪状を明確にされていたダンテスに対して何もすることはできなかった。また、モレル商会の債権者でもあり、ダングラール銀行に高額の預金を持っていることから、両者の盛衰に振り回される。

## モンテクリスト島の財宝
作中の設定によると、モンテクリスト島の財宝は、ファリア神父が秘書を務めたスパダ伯爵家（メディチ家がモデルとされるが異説もある）の昔の当主である枢機卿チェーザレ・スパダが、教皇アレクサンデル6世（在位1492年 - 1503年）とその子チェーザレ・ボルジアによって、財産目当てで命を狙われていると察して隠した財宝である。この時チェーザレ・スパダと共に、財産を相続するはずだった甥のグイード・スパダも殺害されたため、教皇やチェーザレ・ボルジアのみならず遺族にも財宝を見つけることができなくなり、そのありかは謎のままになった。
財産のほとんどを失ったスパダ家はその後没落していき、ファリア神父が仕えた代で子孫が絶え断絶した。最後の伯爵から譲られた蔵書などのわずかな遺産を整理していた神父は、スパダ家伝来の祈祷書に挟まれていた紙片に、チェーザレ・スパダによる財宝のありかの記述があぶり出しで書かれていることを偶然発見した。金貨・金地金・宝石など、その総額は200万エキュ（21世紀初頭時点の日本円にして、換算法によるが約60億円から数千億円）にのぼるとされる。

## 日本語版
※は電子書籍も刊
- 『モンテ・クリスト伯』（山内義雄訳、岩波文庫 全7巻、1956年、改版2007年、ワイド版2013年）※
- 『モンテ＝クリスト伯』（新庄嘉章訳、講談社文庫 全5巻、1974-1975年）※
- 『モンテ＝クリスト伯』（松下和則・松下彩子訳、集英社「世界文学全集」全3巻、1980年）
- 『モンテ=クリスト伯爵』（大矢タカヤス訳、新井書院（全1巻）、2012年）※Kindle版
- 『モンテ・クリスト伯』（泉田武二訳、評論社（文庫判 全6巻）、1975年
　講談社スーパー文庫（単行判 全1巻）、1990年）、※グーテンベルク21（全5巻、2015年）で再刊
- 『新訳 モンテ・クリスト伯』（西永良成訳、平凡社ライブラリー 全5巻、2024年）※
- 『モンテ・クリスト伯』（前山悠訳、光文社古典新訳文庫 全6巻、2025年6月より刊行）※

児童向けダイジェスト版
- 『モンテ・クリスト伯』（竹村猛編訳、岩波少年文庫 上中下、改版2000年）※
- 『モンテ・クリスト伯』（大友徳明訳、偕成社文庫 上下、2010年）
- 『モンテ・クリスト伯爵』（中村真一郎訳、河出書房新社・世界文学の玉手箱、1993年）
- 『がんくつ王』（小沢正文、ポプラ社・こども世界名作童話、1988年）
- 『巌窟王 モンテ＝クリスト伯』（矢野徹訳、講談社青い鳥文庫、1989年）
- 『巌窟王』（榊原晃三訳、集英社「少年少女世界名作の森」、1990年）

## 翻案、映画・ドラマ化、派生作品
長年にわたる人気作品なので、数多くの翻案小説や縮約版小説の出版、映画化、演劇・ミュージカル上演、漫画・アニメ化などがなされている。作品設定は、原作におおむね沿ったものもあれば、時代舞台が大幅に変更された大胆な翻案まで、多くのバリエーションがある。
また作品の規模も、原作に近づこうと大作になったものから、エッセンスだけを抽出しかなりコンパクトに作品化されたものまで多様で、古今東西・世界各国の翻案小説や縮約版などだけでなく、各種メディア化、さらにはモチーフの利用なども含めると膨大な数で日本でも多数あり、下記でも一覧列挙するのは困難につき一部である。

### 翻案小説
- アドリア海の復讐（Mathias Sandorf, 1885年）
ジュール・ヴェルヌ翻案。地中海沿岸部が舞台。なお、ヴェルヌは『モンテ・クリスト伯』を題材にしたことを明記しており、まえがき部分に本作に関し小デュマ宛ての書簡とその返信がある。
- 復讐（ヴェンデッタ）（Vendetta! or The Story of One Forgotten, 1886年）
マリー・コレリ翻案。これを翻案したものに『白髪鬼』（黒岩涙香 1893年 / 江戸川乱歩 1931年）[注 2]がある。
- 虎よ、虎よ!（The Stars My Destination（Tiger! Tiger!）, 1956年）
アルフレッド・ベスター翻案。宇宙が舞台。
- 明治巌窟王
村雨退二郎翻案。日本が舞台。
- 新巌窟王
谷譲次翻案。日本が舞台。

### 映画・テレビドラマ
サイレント期だった1908年より、度々映画化されている。以下は主な作品。
- （1908年 米国映画）The Count of Monte Cristo（日本公開は不明）、主演：ホバート・ボスワース
- （1918年 フランス映画） Le Comte de Monte-Cristo（各国版あり。邦題『巌窟王』）、主演：レオン・マト
- （1922年 米国) Monte Cristo, （各国版あり。邦題『巌窟王』）、主演：ジョン・ギルバート
- （1929年 フランス）Monte Cristo, （同じく邦題『巌窟王』）、主演：ジャン・アンジェロ
- （1934年 米国）The Count of Monte Cristo,（巌窟王）、主演：ロバート・ドーナット
- （1955年 フランス）Le Comte de Monte-Cristo （日本未公開）、主演：ジャン・マレー
- （1961年 フランス）Le Comte de Monte-Cristo,（『巌窟王』）、主演：ルイ・ジュールダン
- （1975年 米国、TVシリーズ）The Count of Monte Cristo、主演：リチャード・チェンバレン
- （1977年 香港、TVシリーズ）大報復　主演：アダム・チェン
- （1979年 日本、TVシリーズ） 日本巌窟王　主演：草刈正雄、脚本：小野田勇
舞台を江戸時代の日本に置き換えたNHK製作のテレビ時代劇。
- （1998年 フランス：TVシリーズ） Le Comte de Monte-Cristo、主演：ジェラール・ドパルデュー（日本では同年に『巌窟王〜モンテ・クリスト伯』でNHK-BS放送)
総製作費20億円をかけ、忠実に原作を映像化した。フランス国内では視聴率50%を超えるヒット作となった。ただしラストは原作とは異なる。日本版の吹替は、主演ダンテスは村井國夫（2009年の舞台ではファリア司祭役）、メルセデス役は山像かおり（1996年放送のNHKラジオドラマ「青春アドベンチャー」でも同じ役）、カミーユ役は塩田朋子（2001年の舞台ではメルセデス役）が演じた。
- （2002年 イギリス/アメリカ/アイルランド 合作）The Count of Monte Cristo, （『モンテ・クリスト-巌窟王-』）、主演：ジム・カヴィーゼル
原作をコンパクトにまとめているが、ストーリーには大幅な改編が加えられている。ストーリーの歴史的背景は、ナポレオンの登場とエルバ島脱出後の混乱、伯爵パリ登場時の熱気球と原作に付け加えて描かれている。
- （2018年 日本：TVシリーズ）モンテ・クリスト伯 -華麗なる復讐-、主演：ディーン・フジオカ
舞台を現代日本に置き換えたフジテレビのドラマ。
- （2024年 フランス）Le Comte de Monte-Cristo、主演：ピエール・ニネ

他にも、本作を元にした喜劇や復讐ドラマは数多く製作されており、下記は一部
- 『凸凹巌窟王』（1957年、大映、主演：花菱アチャコ）
- 『女巌窟王』（1961年、新東宝、主演：三原葉子）
- 『星空の用心棒』（1967年、イタリア映画、主演：ジュリアーノ・ジェンマ）
- 『青き復讐の花』（2002年、NHK TV、主演：宮沢りえ）など

### ラジオドラマ
- モンテ・クリスト伯（1996年）
新庄嘉章訳版（講談社文庫）をNHK-FMの番組「青春アドベンチャー」でラジオドラマ化。全15回。内野聖陽主演。語りはアリ役の高橋長英。なお内野は2001年の舞台『モンテ・クリスト伯』も主演している。

### 漫画
- 影丸穣也、梶原一騎、『復讐記』（1969年 少年画報社『週刊少年キング』／新版・マンガショップ、2007年）
- みなもと太郎『モンテ・クリスト伯』（1972年 講談社『週刊少年マガジン』）
- 前田真宏『巌窟王』（2005年 - 2006年 講談社『月刊アフタヌーン』） - 下記のテレビアニメの漫画化作品
- 熊谷カズヒロ『モンテ・クリスト』（2012年 - 2015年 集英社『グランドジャンプPREMIUM』）
蒸気機関が異常発達したヨーロッパを舞台にしたスチームパンク。大胆な翻案。
- 森山絵凪『モンテ・クリスト伯爵』（2014年 - 2015年 白泉社『ヤングアニマル嵐』、単行判・2015年11月）
- 『まんがで読破 モンテ・クリスト伯』（バラエティ・アートワークス：画、イースト・プレス、2013年6月）

### テレビアニメ
- 巌窟王（2004年 - 2005年）
当初はアルフレッド・ベスターの『虎よ、虎よ!』をアニメ化しようとしたが、著作権の問題により果たせず、原作の『モンテ・クリスト伯』をアニメ化することになった。宇宙を舞台にした設定などにモチーフはいくつか残っている。モンテ・クリスト伯の視点ではなく、フェルナンの息子アルベールの視点から話を構成するなど、ストーリーや人物設定に大きな改変が加えられている。GONZO製作アニメーション。前田真宏総監督。

### 舞台作品
- アンタレスの星（1979年9月 - 11月、宝塚大劇場公演）
  - 宝塚歌劇団星組によって上演された。脚本・演出は植田紳爾。併演は『薔薇パニック -メルヘン・ショップで何がおこったか?-』
  - 主演 エドモン・ダンテス：瀬戸内美八
- モンテ・クリスト伯（2001年）
  - 文学座によって紀伊国屋サザンシアター他で上演された。脚色・演出は高瀬久男。2004年にも再演された。
  - 主演 エドモン・ダンテス：内野聖陽
- モンテ・クリスト伯（2013年3月 - 6月）
  - 宝塚歌劇団宙組によって上演された。脚本・演出は石田昌也[4]。併演はレビュー・ルネッサンス『Amour de 99!! -99年の愛-』
  - 主演 エドモン・ダンテス：凰稀かなめ
  - 宝塚歌劇団星組全国ツアー。脚本・演出 石田昌也[5]。併演はレビュー・エスパーニャ『Gran Cantante（グラン カンタンテ）!!』作・演出/藤井大介[6]
  - 主演 エドモン・ダンテス：礼真琴
- モンテ・クリスト伯（英語版）（ミュージカル、2009年）
日生劇場にて上演された、主演は石丸幹二。音楽はフランク・ワイルドホーン、脚本・歌詞はジャック・マーフィー、演出は山田和也が担当した。初演は2009年にスイスのザンクト・ガレンにてドイツ語上演で、その後、2016年にはソルトレイクシティ、2019年にモスクワほかで上演されている[7]。
- 巌窟王 Le theatre（2019年）
テレビアニメ『巌窟王』を原作とした舞台[8]。

## モチーフとしての利用、影響、受容史
- 大正時代の冤罪事件「吉田岩窟王事件」の名は、この事件を紹介した新聞が「今様巌窟王」と呼んだことにちなむ。
- 映画『Vフォー・ヴェンデッタ』で、『巌窟王』の映画版が仮面の男「V」の好きな映画として登場する。
- 映画『スリーパーズ』にて、主人公たちが復讐計画の合言葉として、エドモンの名を利用する場面がある。

その他、後世の作品で影響を受けているものが幾つもある。例を挙げてみると、
- 死体と入れ替わって脱獄という手段は黒澤明監督『用心棒』、『ヤング・インディ・ジョーンズ』、コミック『ダブル・フェイス』でも使われた。
- 黒澤明の『悪い奴ほどよく眠る』では、監禁した悪人に法外な料金の食事代を請求するというエピソードが引用されている。
- 漫画『地球を呑む』では、物語のキーパソンの一人であるモンテ・クリトスの名前の由来となっている。
- 漫画『エリア88』は、作者の新谷かおるによると「モンテ・クリスト伯」をベースにしたという（主人公・風間真は友に裏切られ、恋人を奪われ、生きて帰ることが難しい外人部隊に入隊させられる。流転の末某国の大統領の死の間際に譲渡された、国家予算並みの遺産をもとに逆襲を開始する）。
- 英語学習者のために書き下ろしたオリジナル、あるいは簡略化された名作が収録されたペンギン・リーダースに『Count of Monte Cristo』として収められているが、脱獄したエドモンが帰って来ると、エドモンの父は健在でメルセデスが結婚せずに待っていたという、大胆な翻案となっている。
- ゲームソフト『西風の狂詩曲』のストーリーは、モンテ・クリスト伯をモチーフとしている。
- ゲームアプリ『Fate/Grand Order』では、アヴェンジャーのサーヴァントとして「巌窟王 エドモン・ダンテス」が登場する。
- 2007年9月17日放送の『あらすじで楽しむ世界名作劇場』で、千原ジュニアが「モンテ・クリスト伯」をテーマに取り上げ紹介した。しかし、ヴィルフォールの最後は失踪、また、最初に復讐されるはずのフェルナンが最後にきていたりなど、原作（番組内では岩波文庫版7巻を使っていた）と異なる部分が多々あり、しっかり読んでいなかったことを露呈させた。
- 『スウィーニー・トッド フリート街の悪魔の理髪師』（2007年12月21日公開）で、無実の罪に陥れられた主人公が15年間投獄され、脱獄して名前を変えて復讐のため舞い戻るというプロットが『モンテ・クリスト伯』を思わせるとの指摘がなされた。元々「スウィーニー・トッド」の名前が出たのは1846年と言われており、これは『モンテ・クリスト伯』が新聞連載されていたのとほぼ同時代である。当初は投獄等の話はなかったが、1979年初演のミュージカルから取り入れられ、映画もこれを原作としている。
- 『潜水服は蝶の夢を見る』では、主人公が、小説『女モンテ・クリスト伯』の構想を練っているエピソードがある。後に主人公は脳溢血に倒れて左目しか動かせなくなるが、目の動きで自分の意志を伝えようとする姿を、中風で全身麻痺になり目の動きでしか意志を伝えられなくなっているヴィルフォールの父ノワルティエの姿に重ね合わせようとする描写がある。
- 『金田一少年の事件簿』の『金田一少年の決死行』は、犯人の境遇が『巌窟王』になぞらえられており（自分を陥れた者達への復讐や大切な人への恩返しを行っている）、犯人自身も『岩窟王』と名乗っている。
- 『銀色の髪の亜里沙』は、主人公が友人に裏切られ、閉じ込められたところで知識と財宝を入手、脱出後に復讐を行うなど、少女版『巌窟王』（あるいは『白髪鬼』）と言える。
- 漫画『ミナミの帝王』の『ヤング編』のあらすじと主人公・萬田銀次郎の生い立ちは、エドモン・ダンテスの復讐劇を下敷きにしている(裕福な家庭に育った銀次郎は取引先に父親を死に追いやられ、やがて母親も自殺。銀次郎はドヤ街に遺棄されるが、そこで出会った人々から金融や法律の知識を徹底的に叩き込まれ、大阪の経済界にデビューし、自分の両親を追い込んだ本人に接近し、復讐を開始する)。
- 2003年に放送された平成仮面ライダーシリーズの第4作『仮面ライダー555』序盤で、事故に遭い2年間もの昏睡状態に陥った木場勇治が両親を失い、家は叔父一家によって勝手に売り払われ恋人も従兄弟に奪われたため、ホースオルフェノクに覚醒し従兄弟と自分を裏切った恋人を手にかけて殺す筋書きは『モンテ・クリスト伯』を下地にしている。

### その他
- モンテクリスト - 作品名を冠したキューバ産の葉巻の銘柄。